# Гавдос
Гавдос (грец. Γαύδος) — найпівденніший острів Греції у Середземному морі. Гавдос розташований на південь від набагато більшого острова Крит у номі Ханья, адміністративною частиною якого він є.
Мис Тріпіті на Гавдосі це найпівденніша точка Греції та всієї Європи.

## Назва
Гавдос був відомий під багатьма назвами, наприклад, в Біблії Гавдос з'являється під час подорожі Павла до Риму як «Кауда» (Cauda, Καῦδα). Також як «Кауда» він звучить у римского географа Помпонія Мели, і як «Гаудос» (Gaudos) у Плінія. Птолемей назвав Гавдос «Клаудос» (Claudos, Κλαῦδος). Також острів був відомий як «Гозо» (Gozo). Венеційці називали його Готзо («Gotzo»). З 17-го по 19-те століття він був відомий як «Гондзо» (Gondzo). Попередня турецька назва була «Боугадоз» (Bougadoz).

## Географія
Гавдос розташований за 35 км на південь від узбережжя острова Крит.  Площа Гавдосу становить 27 км², висота над рівнем моря - до 345 м. Острів має трикутну форму.
На північний захід від нього знаходиться ще один острів, що належить Гавдосу — «Гавдопоула» (Gavdopoula, Γαυδοπούλα), або «Малий Гавдос». Обидва острови вкриті невисоким чагарником. Вони важливі для сезонних міграцій птахів.

## Населення
Дуже мало людей, що мешкає на Гавдосі цілий рік та люди, що обслуговують туристів складають базове населення. За переписом 2001 року вийшло 98, але це означає, що саме в ті два дні, що проводився перепис там було 98 людей, насправді, постійно на острові мешкає близько 50 людей. Влітку кількість людей на острові сягає 3 500, більшість з них живуть в наметових містечках. Гавань для суден — Керев. Столицею острова є Кастрі.

## Історія

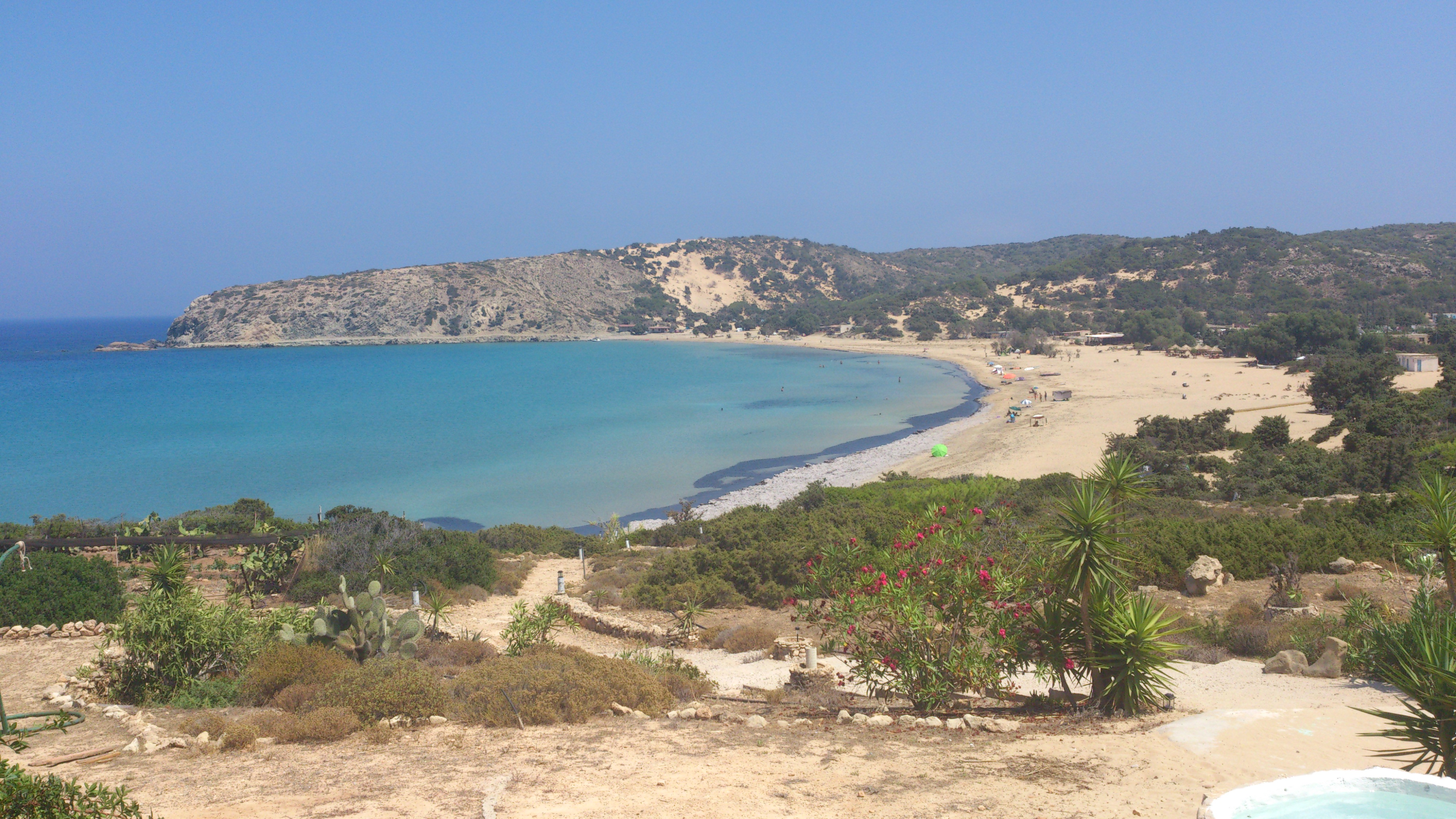

Гавдос був постійно населений з часів неоліту. Хоча наразі він і має дуже мале населення.
Кажуть, що можливо Гавдос і був тим самим міфічним островом Огігія, на якому німфа Каліпсо тримала в ув'язненні Одіссея. Археологічні знахідки показують сліди присутності Римської імперії на острові. В ці часи рослинність на острові була знищена і почалася ерозія, яка продовжується і зараз.
Апостол Павло знайшов прихисток на Гавдосі під час його кінцевої подорожі до Риму. Відпливши від Криту, корабель Павла був підхоплений рвачким вітром і віднесений на Гавдос. (Дії святих апостолів 27:16)
В часи Візантійської імперії на острові було 8,000 населення (900—1000AD). Під час правління Оттоманської імперії, що тягнулось з 1665 по 1895, Гавдос був відомий як Гондзо. В цей час населення зменшилось приблизно до 500 мешканців у 1882.
Пізніше в 1950-х роках більшість населення Гавдосу поміняло свою землю на в минулому турецьку землю на Криті.

## Економіка
На Гавдосі багато покинутих терас, які фермери використовували для вирощування врожаю на схилах пагорбів. Досі залишилось трошки сільгосп виробництва. Протягом літа населення, через туристів, зростає до кількох тисяч, хоча тут і дуже мало зручностей для туристів. На Гавдосі є сучасна не функціонуюча копія башти маяка, що зараз працює як кав'ярня влітку; в комплекс також входить музей історії справжнього маяка з кількома кімнатами заповненими фотокартками та античним обладнанням. На острові лише одне цілорічне кафе в Кереве. Гавдос має свою FM радіо станцію, Gavdosfm 88.8.

## Політика
Після років ізоляції, в 1996 Гавдос потрапив на сторінки та екрани як центр конфлікту між Туреччиною та Грецією. Одразу після цього Греція анонсувала план економічного розвитку за яким Гавдос отримував €1.5 млн протягом 5 років.

## Гавдос в літературі
Джеймс Олдрідж в своїй новелі «The Sea Eagle» (1971) зобразив події 1944, втечу грецького партизана і двох австралійських солдатів після Критської повітряно-десантної операції, надалі ці троє приєднались до операції по визволенню кількох критських рибалок з тюрми на східному кінці острова.